# Ati Quigua
Ati Seygundiba Quigua Izquierdo, coneguda com Ati Quigua (Jewrwa, Sierra Nevada de Santa Marta, 28 d'abril de 1980) és una activista, política ambientalista i pacifista indígena colombiana pertanyent al poble dels arhuacs. És administradora pública i Magíster en Govern i polítiques públiques. El 3 de gener de 2004 es va convertir en la primera regidora indígena de Colòmbia i posteriorment la primera dona indígena en la vicepresidència del Consell de Bogotà de 2004 a 2011. En el seu treball polític va prioritzar la creació d'una "cultura de l'aigua" a través d'un Estatut de l'Aigua per a Bogotà i la defensa del patrimoni mediambiental, la sobirania alimentària i el protagonisme de les dones en aquesta lluita. En les seves intervencions ha denunciat l'etnocidi. En l'actualitat és membre de la Comissió Assessora de Pau de Colòmbia.

## Biografia
Va créixer en Jewrwa, un lloc de gran significat per al poble indígena Iku (Arhuacs) per ser una muntanya sagrada de pagament (ofrenes) a l'aigua, que la seva família va treballar intensament per recuperar amb el lideratge del Mamo Guney Muney Macku o Apolinar Izquierdo. Descendent de la casta Gumuke Busintana. Ati Quigua explica que els Mamos Ikus Bunchanawin, Arwaviku i el mamo Kogui Jose Gabriel Alimako han estat acompanyant el procés de formació d'Ati Quigua.
La seva mare és Luz Helena Izquierdo,la primera universitària del poble arhuaca, líder del poble arhuaco. Esquerre va aconseguir associar a 70 mil indígenes en el nord de Colòmbia i era la representant legal de l'Associació de Capítols. El seu oncle matern va ser un dels primers mestres.

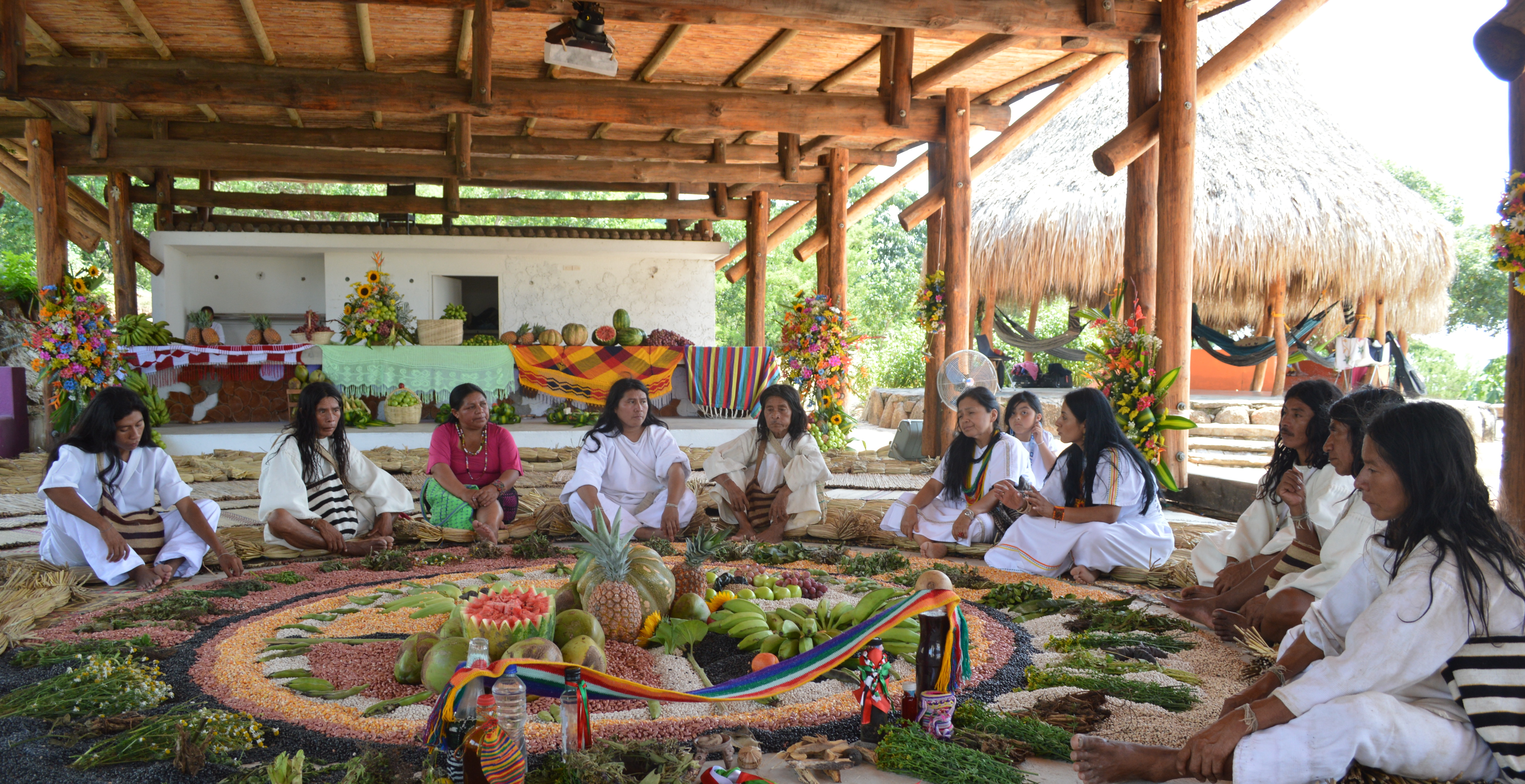

Quigua va créixer en la serra on va estar fins als 17 anys. Va realitzar la seva formació primària i secundària a Nabusímake, capital dels arhuacs. Per la seva formació en secundària, va ingressar com a interna, durant sis anys, al Col·legi Agropecuari Arhuac, en les antigues instal·lacions de la Missió Caputxina.

Va acabar els estudis, alguna cosa que no va ser fàcil en una comunitat que no facilitava l'estudi a les dones. Amb l'empenta de la seva mare es va traslladar a Bogotà per a anar a la Universitat. Encara que es va traslladar a la ciutat per a formar-se i després tornar a la comunitat, la seva mare va ser amenaçada pels paramilitars i va haver de sortir de la sierra. Quigua tenia 22 anys i va optar per lluitar per a la visibilitat de la situació dels indígenes a la capital.
| «            | Em vaig trobar amb indígenes del Cauca, de la Guajira, de kankuamos n'havien matat com 250, i vaig assumir la realitat tan dura que viu el poble indígena al país. És una tasca difícil, vaig fer el primer exercici i aconseguim plantejar la reivindicació dels drets indígenes a les ciutats. D'una certa manera alguna cosa que al principi va ser desafortunat per al meu com el desplaçament el vaig prendre com una oportunitat per a entendre mes a fons, m'agradaria poder continuar aquesta labor. | » |
| — Ati Quigua | |   |

Va arribar a Bogotà per a estudiar Filosofia a la Universitat Sergio Arboleda i Ciències Polítiques i Administratives a l'Escola Superior d'Administració Pública. Es va graduar en aquesta última en 2007. A la Universitat Nacional ha estat coinvestigadora de l'Institut d'Estudis Ambientals. Ha estat convidada per diverses universitats per a dictar conferències sobre la problemàtica indígena i el medi ambient. Estudio el mestratge en Govern i Polítiques Públiques de la Universitat Externat de Colòmbia oferta en conveni amb Columbia University, N.I., Shool of internacional and public affairs, SIPA.

### Regidora de Bogotà
Va ser regidora de Bogotá de 2004 a 2007 i de 2008 de 2011. En el seu treball en el Consell va impulsar l'Estatut de l'Aigua i va treballar per a recuperar la cultura alimentària. Va ser promotora del moviment intercultural Todos Atierra que treballa per la declaració indígena, que va erigir a Bacatá, ‘Capital de l'aigua, ciutat intercultural de les Amèriques, la agropolis amb sobirania alimentària’.

#### Primer període
El 4 de gener de 2004 va ser triada regidora com a integrant de la llista del Pol Democràtic Independent, no obstant això va ser demandada davant el Tribunal Administratiu de Cundinamarca amb l'argument que quan va ser triada, a l'octubre del 2003, tenia 23 anys i no els 25 que exigeix l'Estatut Orgànic de Bogotà. Quigua va denunciar que darrere d'aquest procés estava el seu company de llista l'enginyer civil Wilson Duarte. Dos mesos després el Tribunal Administratiu, en fallar el cas, va ratificar que Quigua no podia tornar al capítol per no tenir la 'majoria d'edat' per a aquest càrrec. Els magistrats no van validar les conclusions d'un peritatge antropològic que va concloure que, segons la cultura arhuaca, Quigua tenia entre 27 i 30 anys afegint que en aquesta comunitat les dones obtenien la majoria d'edat als 15 anys, quan els arribava la primera menstruació. Al setembre de 2004 va perdre la curul al no complir l'edat reglamentària. Quigua va interposar una acció de tutela davant la Cort Constitucional per a tornar al capítol. El 20 d'agost de 2005, la Cort li va donar la raó i li van retornar la curul de regidora de Bogotà. El magistrat Manuel José Cepeda va protegir la identitat cultural i va assenyalar que la Constitució de 1991 no estableix una edat mínima per al càrrec i que això està per sobre de l'Estatut Orgànic.
Quigua, amb el suport del músic David Jaramillo del grup de rock Doctor Krápula va fer aliances amb artistes i músics de renom internacional, per a generar espais de interculturalitat, on les comunitats indígenes a Bogotà poguessin obtenir el seu reconeixement.

#### Segon període
Ati Quigua ha estat l'única dona indígena electa per segona vegada amb un suport de 13.501 vots. Quigua va ser autora de l'Acord 359/09, adoptat mitjançant el decret 543 de 2011 que impulsa la política pública indígena a Bogotà. L'Acord 347/2008, que defineix els lineamientos per a la política pública de l'aigua inclòs el "mínim vital", que es va adoptar a Bogotà D.C mitjançant decret 485 de 2011. Va impulsar proposades com el “Estatut de l'aigua per a Bakatá-Bogotà”, la política pública indígena districtual, la reforma a l'estatut ambiental, la implementació de cultius ancestrals andins com a complement nutricional i la política de sobirania alimentària sustentada en l'economia pagesa i indígena.
Al final del seu segon període, s'indica que va estar involucrada en el reemplaçament del director del Jardí Botànic de Bogotà, possessionant-se Edgar Mauricio Garzón qui seria part de la seva quota política. Va ser sancionada por la Procuraduría el 2012 por conduir el seu vehicle oficial en estat d'embriaguesa, causant un accident al novembre de 2010.

#### Tercer període
El 27 d'octubre de 2019 va ser triada com a regidor de Bogotà per al període 2020-2023 per la llista d'aliança de Mais-Colombia Humana-UP.

### Altres activitats
Ati Quigua va ser candidata al Congrés de la República per la circumscripció especial indígena el 2013, però no fou elegida. Constitueix una aliança entre la Confederació Indígena Tayrona i l'Organización de los Pueblos Indígenas de la Amazonía Colombiana (OPIAC). En 2014 va ser candidata al Senat amb el moviment "Sé" semilla de vida y paz alianza por la biodiversidad per l'OPIAC (Organización de los Pueblos Indígenas de la Amazonía Colombiana) proposant una reforma constitucional per a incloure els drets de la naturalesa, unes iniciatives de llei d'ordenament hidrogràfic, la protecció de les llavors natives i la lluita contra els transgènics. En 2010, Ati Quigua va llançar el referèndum pels drets de la naturalesa amb la participació de 40.000 ciutadans principalment joves i no va ser registrat per cap mitjà.
Participà en el Caribe a la Plaça de la Paz de Barranquilla en defensa dels drets de l'aigua i de la terra.

## Denúncia d'etnocidi
Durant tota la seva trajectòria, Quigua s'ha enfocat a socialitzar la cosmovisió indígena i la relació amb la mare terra recordant que, en la concepció indígena, l'humà no està fora de la naturalesa i que el concepte dels drets humans tenen una visió antropocèntrica. Malgrat que a Colòmbia es reconeixen per primera vegada els drets dels pobles indígenes en 1991, Quigua recorda que la Cort Constitucional colombiana ha denunciat que els pobles indígenes estan en risc de ser exterminats física i culturalment assenyalant actuacions de 2008 i 2009 en els quals s'apunten com a amenaça directa el conflicte armat, la greu situació nutricional i alimentària i la vulneració de drets en salut i educació.

## Premis i reconeixements
Ati Quigua va rebre en 2016 el Premi Pace Città di Ferrara i el Premi Internacional Daniele Po el 2016, que reconoce a mujeres y asociaciones que trabajan por el ambiente y los derechos humanos.